# Lucas Leiva
Lucas Pezzini Leiva (Dourados, 9 gennaio 1987) è un ex calciatore brasiliano, di ruolo centrocampista o difensore.

## Biografia
I natali toscani di un bisnonno gli hanno permesso di ottenere il passaporto italiano e quindi di venir considerato comunitario. Lucas è il nipote dell'ex giocatore della nazionale brasiliana Leivinha.

## Caratteristiche tecniche
A inizio carriera paragonato a Dunga, Lucas Leiva era un centrocampista di quantità, che fa del fisico, dell'esperienza e dell'intelligenza tattica i suoi punti di forza Duttile tatticamente, la sua posizione preferita è quella di mediano davanti alla difesa. All'occorrenza può fare anche il difensore centrale.

## Carriera

### Club

#### Grêmio
Il 22 ottobre 2005, all'età di 18 anni con la maglia del Grêmio, disputa il suo primo match da professionista in occasione della vittoria, per 1-0, contro il Náutico nel Campeonato Brasileiro Série B. Concluderà la sua prima stagione da professionista con un bottino di 3 presenze andando anche a vincere il campionato tornando così di fatto in Série A.
Il 9 aprile 2006 vince il suo primo Campionato Gaúcho disputando 16 partite. Invece in campionato il Gremio si piazza al terzo posto dove disputa 32 partite e siglando 4 reti, le sue prestazioni gli permettono di essere premiato con la Bola de Ouro, premio annuale assegnato dalla rivista brasiliana Placar al miglior giocatore del campionato brasiliano. In totale nella sua seconda stagione accumula 52 presenze e 5 reti siglate.
Il 6 maggio 2007 vince il suo secondo Gauchão mentre il 20 giugno successivo perde la finale di Coppa Libertadores contro gli argentini del Boca Juniors. La stagione per lui si conclude con 20 presenze e 3 reti.

#### Liverpool

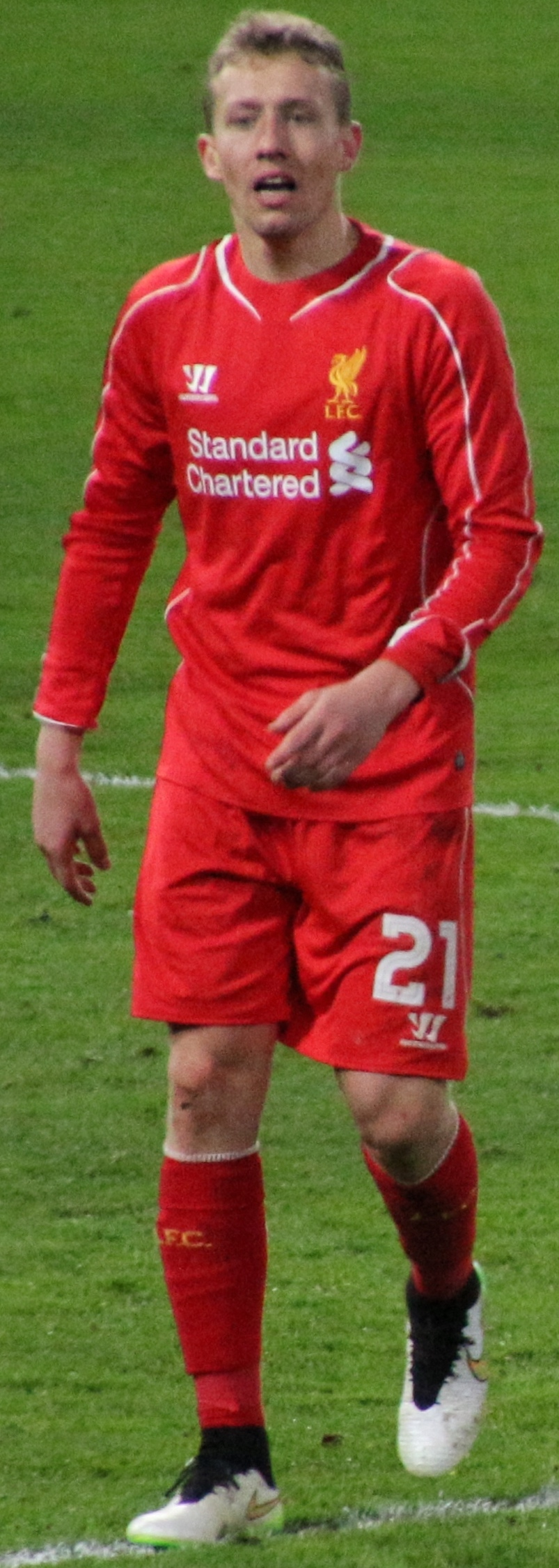
Lucas Leiva, nel 2015, con la maglia del.

Nel luglio del 2007 passa al club inglese del Liverpool per una cifra vicina ai dieci milioni di euro. L'esordio con la maglia dei reds arriva il 28 agosto 2007 in occasione dello spareggio di Champions League vinto, per 4-0, contro i francesi del Tolosa. Il 20 ottobre successivo disputa la sua prima partita di Premier League in occasione della trasferta vinta, per 1-2, contro l'Everton. Il 26 gennaio 2008 arriva la prima marcatura in terra inglese in occasione del quarto turno della Coppa di Lega vinto, per 5-2, contro l'Havant & Waterlooville. La prima stagione si conclude con 32 presenze e 1 rete.
Il 14 aprile 2009 mette a segno il suo primo gol in Champions League in occasione della partita di ritorno dei quarti di finale pareggiata, per 4-4, contro i connazionali del Chelsea. Il 24 maggio successivo insieme alla sua squadra si piazza al secondo posto in campionato alle spalle del Manchester Utd chiudendo la seconda stagione in Inghilterra con 39 presenze e 3 gol.
Il 29 novembre 2011 subisce un grave infortunio al ginocchio che lo lascia fuori dal campo fino a fine stagione. Il 26 febbraio 2012, seppur infortunato, vince il suo primo titolo inglese andando a vincere la Coppa di Lega contro il Cardiff City ai calci di rigore. Il 5 maggio successivo perde la finale di FA Cup poiché il Chelsea si impone, per 2-1, sulla sua squadra.
Il 28 febbraio 2016 perde la finale di Coppa di Lega poiché il Manchester City si impone ai calci di rigore. Il 18 maggio successivo perde anche la finale di Europa League contro gli spagnoli del Siviglia che si impongono per 3-1.

#### Lazio

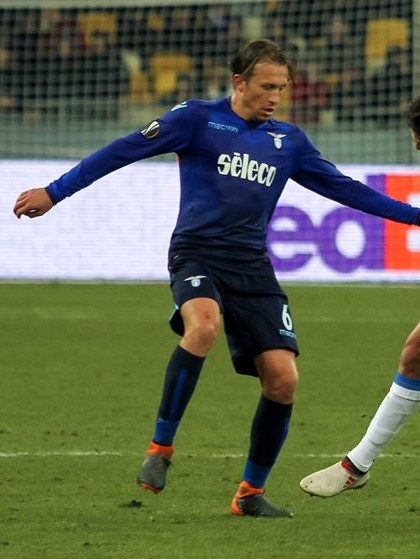
Leiva, nel 2018, con la maglia della.

Il 18 luglio 2017, dopo dieci anni passati a Liverpool dove disputa 346 partite, mettendo a segno 7 gol e vincendo una Coppa di Lega, decide di trasferirsi in Italia per vestire la maglia della Lazio che sborsa una cifra vicina ai cinque milioni di euro facendogli sottoscrivere un contratto valido fino al 2020.
Il 13 agosto successivo, ottenendo anche il proprio esordio, vince il suo primo titolo in maglia biancoceleste poiché la Lazio si impone, per 2-3, sulla Juventus nella partita valida per l'assegnazione della Supercoppa italiana 2017. Il 27 agosto 2017 disputa la sua prima partita in Serie A in occasione della trasferta vinta, per 1-2, contro il Chievo. Il 19 ottobre successivo disputa la sua prima partita di Europa League con la maglia della Lazio in occasione della trasferta vinta, per 1-3, contro i francesi del Nizza. L'8 dicembre invece arriva la prima marcatura con indosso la nuova maglia, in occasione della sconfitta esterna, per 3-2, contro i belgi dello Zulte Waregem. Il 18 marzo 2018 sigla la sua prima rete in Serie A, in occasione del pareggio interno, per 1-1, contro il Bologna. Chiude la sua prima stagione in maglia biancoceleste con la vittoria della Supercoppa italiana, 50 presenze e 4 reti messe a segno. Il 15 maggio 2019 vince la Coppa Italia con la Lazio contro l'Atalanta (0-2 Risultato finale). Il 22 dicembre successivo, con la Lazio vince la Supercoppa italiana a Riad contro la Juventus, con il risultato finale di 3-1.
Milita nella Lazio sino al maggio 2022, quando annuncia il suo addio al club biancoceleste.

#### Grêmio
Il 27 giugno 2022 viene annunciato il suo ritorno al Grêmio dopo 15 anni.
Il 17 marzo 2023, a seguito del rilevamento di problemi cardiaci, annuncia il proprio ritiro dall'attività agonistica per problemi di salute .

### Nazionale

#### Giovanile
Nel 2007 viene selezionato da Nelson Rodrigues per partecipare al Sudamericano Under-20 in Paraguay. L'esordio con la maglia della nazionale brasiliana Under-20 arriva il 7 gennaio dello stesso anno in occasione della prima partita della prima fase a gironi vinta, per 4-2, contro il Cile. Due giorni più tardi mette a segno una doppietta nella partita vinta, per 2-1, contro il Perù. Il 28 gennaio il Brasile vince il campionato e Lucas, con 9 partite disputate e 4 gol messi a segno, risulta essere uno dei miglior giocatori della competizione stessa.
Nel 2008 il CT Dunga lo seleziona nella naziole olimpica per i Giochi della XXIX Olimpiade di Pechino. L'esordio arriva il 7 agosto in occasione della prima partita della fase a gironi vinta, per 1-0, contro il Belgio. Il 22 agosto successivo, pur non disputando la partita, vince la medaglia di bronzo ai danni del Belgio che viene superato per 3-0.

#### Maggiore

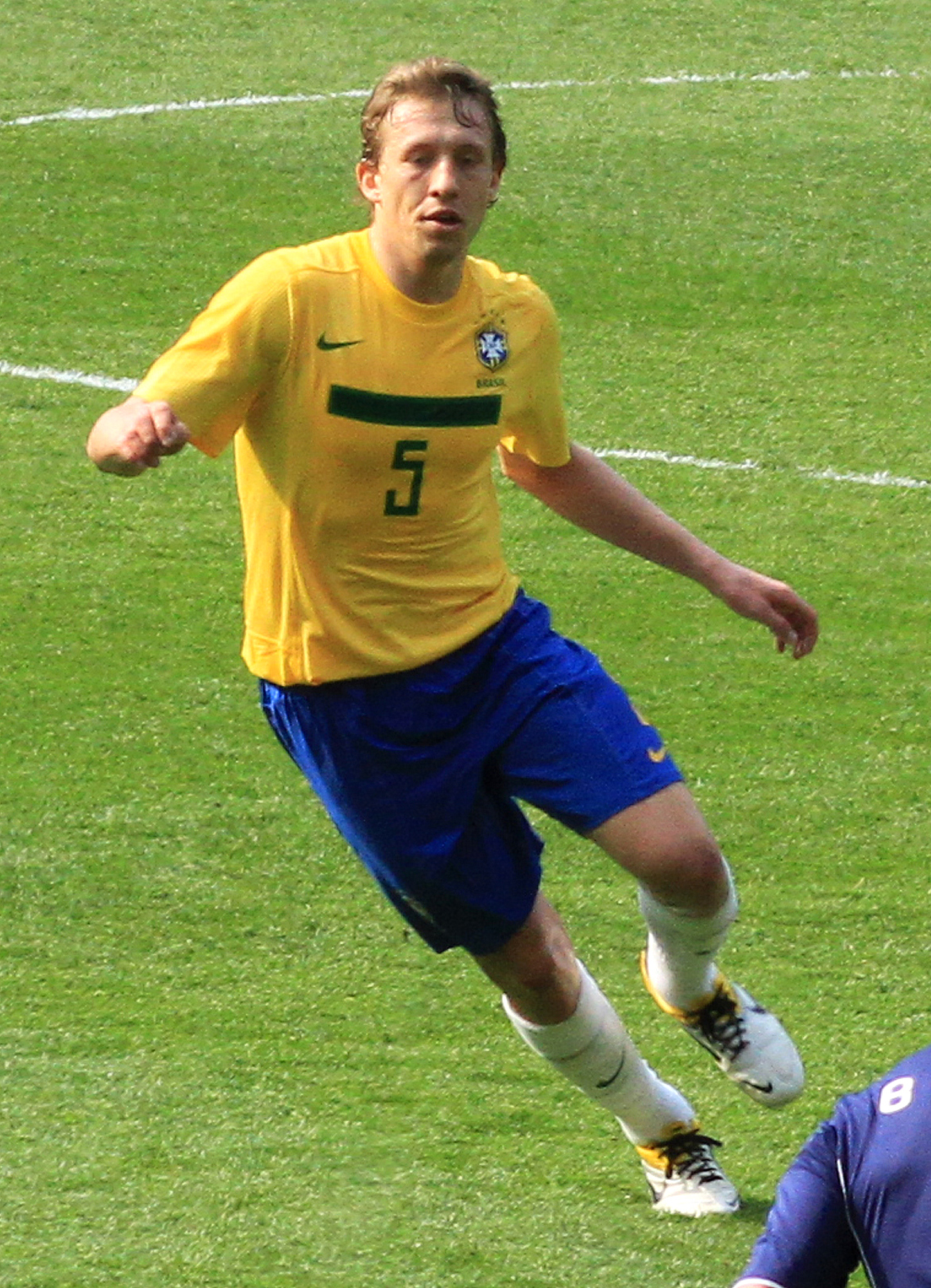
Lucas Leiva in azione con la maglia del Brasile nel 2011.

Il 22 agosto 2007 disputa la sua prima partita con la maglia della nazionale maggiore in occasione dell'amichevole vinta, per 2-0, contro l'Algeria. L'8 giugno 2011 viene selezionato dal CT Mano Menezes per partecipare alla Copa América in Argentina. L'esordio in tale competizione arriva il 3 luglio in occasione del pareggio, per 0-0, contro il Venezuela. Il Brasile si ferma ai quarti di finale e il centrocampista totalizza 4 presenze nella competizione. Il 14 maggio 2014 Luiz Felipe Scolari lo seleziona come riserva nei trenta pre-convocati per partecipare ai Mondiali di calcio in programma proprio in Brasile, non venendo però inserito nella lista definitiva.

## Statistiche

### Presenze e reti nei club
Statistiche aggiornate al 4 novembre 2022.
| Stagione         | Squadra          | Campionato       | Campionato | Campionato | Coppe nazionali | Coppe nazionali | Coppe nazionali | Coppe continentali | Coppe continentali | Coppe continentali | Altre coppe | Altre coppe | Altre coppe | Totale | Totale |
| Stagione         | Squadra          | Comp             | Pres       | Reti       | Comp            | Pres            | Reti            | Comp               | Pres               | Reti               | Comp        | Pres        | Reti        | Pres   | Reti   |
| ---------------- | ---------------- | ---------------- | ---------- | ---------- | --------------- | --------------- | --------------- | ------------------ | ------------------ | ------------------ | ----------- | ----------- | ----------- | ------ | ------ |
| 2005             | Grêmio           | PD/RS+B          | 0+5        | 0          | CB              | 0               | 0               | -                  | -                  | -                  | -           | -           | -           | 5      | 0      |
| 2006             | Grêmio           | PD/RS+A          | 17+32      | 3+4        | CB              | 4               | 1               | -                  | -                  | -                  | -           | -           | -           | 53     | 8      |
| gen. -giu.2007   | Grêmio           | PD/RS+A          | 9+3        | 2+0        |                 | -               | -               | CL                 | 8                  | 1                  | -           | -           | -           | 20     | 3      |
| 2007-2008        | Liverpool        | PL               | 18         | 0          | FACup+CdL       | 4+3             | 1+0             | UCL                | 7                  | 0                  | -           | -           | -           | 32     | 1      |
| 2008-2009        | Liverpool        | PL               | 25         | 1          | FACup+CdL       | 2+2             | 0+1             | UCL                | 10                 | 1                  | -           | -           | -           | 39     | 3      |
| 2009-2010        | Liverpool        | PL               | 35         | 0          | FACup+CdL       | 2+0             | 0               | UCL+UEL            | 5+8                | 0+1                | -           | -           | -           | 50     | 1      |
| 2010-2011        | Liverpool        | PL               | 33         | 0          | FACup+CdL       | 1+1             | 0               | UEL                | 12                 | 1                  | -           | -           | -           | 47     | 1      |
| 2011-2012        | Liverpool        | PL               | 12         | 0          | FACup+CdL       | 0+3             | 0               | -                  | -                  | -                  | -           | -           | -           | 15     | 0      |
| 2012-2013        | Liverpool        | PL               | 26         | 0          | FACup+CdL       | 1+0             | 0               | UEL                | 4                  | 0                  | -           | -           | -           | 31     | 0      |
| 2013-2014        | Liverpool        | PL               | 27         | 0          | FACup+CdL       | 1+1             | 0               | -                  | -                  | -                  | -           | -           | -           | 29     | 0      |
| 2014-2015        | Liverpool        | PL               | 20         | 0          | FACup+CdL       | 3+5             | 0               | UCL+UEL            | 4+0                | 0                  | -           | -           | -           | 32     | 0      |
| 2015-2016        | Liverpool        | PL               | 27         | 0          | FACup+CdL       | 1+5             | 0               | UEL                | 7                  | 0                  | -           | -           | -           | 40     | 0      |
| 2016-2017        | Liverpool        | PL               | 24         | 0          | FACup+CdL       | 3+4             | 1+0             | -                  | -                  | -                  | -           | -           | -           | 31     | 1      |
| Totale Liverpool | Totale Liverpool | Totale Liverpool | 247        | 1          |                 | 18+24           | 2+1             |                    | 57                 | 3                  |             | -           | -           | 346    | 7      |
| 2017-2018        | Lazio            | A                | 36         | 2          | CI              | 4               | 0               | UEL                | 9                  | 2                  | SI          | 1           | 0           | 50     | 4      |
| 2018-2019        | Lazio            | A                | 27         | 0          | CI              | 5               | 0               | UEL                | 4                  | 0                  | -           | -           | -           | 36     | 0      |
| 2019-2020        | Lazio            | A                | 25         | 0          | CI              | 1               | 0               | UEL                | 3                  | 0                  | SI          | 1           | 0           | 30     | 0      |
| 2020-2021        | Lazio            | A                | 32         | 0          | CI              | 0               | 0               | UCL                | 5                  | 0                  | -           | -           | -           | 37     | 0      |
| 2021-2022        | Lazio            | A                | 35         | 0          | CI              | 2               | 0               | UEL                | 8                  | 0                  | -           | -           | -           | 45     | 0      |
| Totale Lazio     | Totale Lazio     | Totale Lazio     | 155        | 2          |                 | 12              | 0               |                    | 29                 | 2                  |             | 2           | 0           | 198    | 4      |
| lug. dic.2022    | Grêmio           | PD/RS+B          | 0+18       | 0+3        | CB              | -               | -               | -                  | -                  | -                  | -           | -           | -           | 18     | 3      |
| Totale Grêmio    | Totale Grêmio    | Totale Grêmio    | 26+58      | 5+7        |                 | 4               | 1               |                    | 8                  | 1                  |             | -           | -           | 96     | 14     |
| Totale carriera  | Totale carriera  | Totale carriera  | 486        | 15         |                 | 58              | 4               |                    | 94                 | 6                  |             | 2           | 0           | 640    | 25     |

### Cronologia presenze e reti in nazionale
| Cronologia completa delle presenze e delle reti in nazionale ― Brasile | Cronologia completa delle presenze e delle reti in nazionale ― Brasile | Cronologia completa delle presenze e delle reti in nazionale ― Brasile | Cronologia completa delle presenze e delle reti in nazionale ― Brasile | Cronologia completa delle presenze e delle reti in nazionale ― Brasile | Cronologia completa delle presenze e delle reti in nazionale ― Brasile | Cronologia completa delle presenze e delle reti in nazionale ― Brasile | Cronologia completa delle presenze e delle reti in nazionale ― Brasile |
| Data                                                                   | Città                                                                  | In casa                                                                | Risultato                                                              | Ospiti                                                                 | Competizione                                                           | Reti                                                                   | Note                                                                   |
| ---------------------------------------------------------------------- | ---------------------------------------------------------------------- | ---------------------------------------------------------------------- | ---------------------------------------------------------------------- | ---------------------------------------------------------------------- | ---------------------------------------------------------------------- | ---------------------------------------------------------------------- | ---------------------------------------------------------------------- |
| 22-8-2007                                                              | Montpellier                                                            | Brasile                                                                | 2 – 0                                                                  | Algeria                                                                | Amichevole                                                             | -                                                                      | 63’                                                                    |
| 6-2-2008                                                               | Dublino                                                                | Irlanda                                                                | 0 – 1                                                                  | Brasile                                                                | Amichevole                                                             | -                                                                      | 83’                                                                    |
| 10-9-2008                                                              | Rio de Janeiro                                                         | Brasile                                                                | 0 – 0                                                                  | Bolivia                                                                | Qual. Mondiali 2010                                                    | -                                                                      | 60’                                                                    |
| 14-10-2009                                                             | Campo Grande                                                           | Brasile                                                                | 0 – 0                                                                  | Venezuela                                                              | Qual. Mondiali 2010                                                    | -                                                                      |                                                                        |
| 10-8-2010                                                              | East Rutherford                                                        | Stati Uniti                                                            | 0 – 2                                                                  | Brasile                                                                | Amichevole                                                             | -                                                                      |                                                                        |
| 7-10-2010                                                              | Abu Dhabi                                                              | Brasile                                                                | 3 – 0                                                                  | Iran                                                                   | Amichevole                                                             | -                                                                      | 82’                                                                    |
| 11-10-2010                                                             | Derby                                                                  | Brasile                                                                | 2 – 0                                                                  | Ucraina                                                                | Amichevole                                                             | -                                                                      |                                                                        |
| 17-11-2010                                                             | Doha                                                                   | Argentina                                                              | 1 – 0                                                                  | Brasile                                                                | Amichevole                                                             | -                                                                      |                                                                        |
| 9-2-2011                                                               | Saint-Denis                                                            | Francia                                                                | 1 – 0                                                                  | Brasile                                                                | Amichevole                                                             | -                                                                      |                                                                        |
| 27-3-2011                                                              | Londra                                                                 | Brasile                                                                | 2 – 0                                                                  | Scozia                                                                 | Amichevole                                                             | -                                                                      | 87’                                                                    |
| 4-6-2011                                                               | Goiânia                                                                | Brasile                                                                | 0 – 0                                                                  | Paesi Bassi                                                            | Amichevole                                                             | -                                                                      | 65’                                                                    |
| 7-6-2011                                                               | San Paolo                                                              | Brasile                                                                | 1 – 0                                                                  | Romania                                                                | Amichevole                                                             | -                                                                      | 60’                                                                    |
| 3-7-2011                                                               | La Plata                                                               | Brasile                                                                | 0 – 0                                                                  | Venezuela                                                              | Coppa America 2011 - 1º turno                                          | -                                                                      |                                                                        |
| 9-7-2011                                                               | Córdoba                                                                | Brasile                                                                | 2 – 2                                                                  | Paraguay                                                               | Coppa America 2011 - 1º turno                                          | -                                                                      | 59’                                                                    |
| 13-7-2011                                                              | Córdoba                                                                | Brasile                                                                | 4 – 2                                                                  | Ecuador                                                                | Coppa America 2011 - 1º turno                                          | -                                                                      |                                                                        |
| 17-7-2011                                                              | La Plata                                                               | Brasile                                                                | 0 – 0 dts (0 – 2 dtr)                                                  | Paraguay                                                               | Coppa America 2011 - Quarti di finale                                  | -                                                                      | 117’                                                                   |
| 5-9-2011                                                               | Londra                                                                 | Brasile                                                                | 1 – 0                                                                  | Ghana                                                                  | Amichevole                                                             | -                                                                      |                                                                        |
| 11-10-2011                                                             | Torreón                                                                | Messico                                                                | 1 – 2                                                                  | Brasile                                                                | Amichevole                                                             | -                                                                      | 64’                                                                    |
| 10-11-2011                                                             | Libreville                                                             | Gabon                                                                  | 0 – 2                                                                  | Brasile                                                                | Amichevole                                                             | -                                                                      | 58’                                                                    |
| 14-11-2011                                                             | Ar Rayyan                                                              | Brasile                                                                | 2 – 0                                                                  | Egitto                                                                 | Amichevole                                                             | -                                                                      |                                                                        |
| 12-10-2013                                                             | Seul                                                                   | Corea del Sud                                                          | 0 – 2                                                                  | Brasile                                                                | Amichevole                                                             | -                                                                      | 69’                                                                    |
| 15-10-2013                                                             | Pechino                                                                | Brasile                                                                | 2 – 0                                                                  | Zambia                                                                 | Amichevole                                                             | -                                                                      |                                                                        |
| 16-11-2013                                                             | Miami Gardens                                                          | Honduras                                                               | 0 – 5                                                                  | Brasile                                                                | Amichevole                                                             | -                                                                      | 71’                                                                    |
| 19-11-2013                                                             | Toronto                                                                | Brasile                                                                | 2 – 1                                                                  | Cile                                                                   | Amichevole                                                             | -                                                                      | 90+3’                                                                  |
| Totale                                                                 |                                                                        | Presenze                                                               | 24                                                                     |                                                                        | Reti                                                                   | 0                                                                      |                                                                        |

## Palmarès

### Club

#### Competizioni statali
- Campionato Gaúcho: 2

Grêmio: 2006, 2007

#### Competizioni nazionali
- Campeonato Brasileiro Série B: 1

Grêmio: 2005
- Coppa di Lega inglese: 1

Liverpool: 2011-2012
- Supercoppa italiana: 2

Lazio: 2017, 2019
- Coppa Italia: 1

Lazio: 2018-2019

### Nazionale
- Campionato sudamericano Under-20: 1

Paraguay 2007
- Bronzo olimpico: 1

Pechino 2008

### Individuale
- Bola de Ouro: 1

2006
- Bola de Prata: 1

Squadra dell'anno: 2006
- Prêmio Craque do Brasileirão: 1

Squadra dell'anno: 2006
- Liverpool Player of the Year Award: 1

2010-2011